# Chaerephon leucogaster
Chaerephon leucogaster là một loài động vật có vú trong họ Dơi thò đuôi, bộ Dơi. Loài này được A. Grandidier mô tả năm 1870.